# Michel Jamsin
Michel Jamsin, né le 8 septembre 1941 à Fléron (province de Liège), est un peintre figuratif, sculpteur, dramaturge, librettiste, écrivain, scénariste de bande dessinée et illustrateur belge.

## Biographie
Michel Jamsin naît le 8 septembre 1941 à Fléron,. Il fait des études secondaires en latin-math et peint ses premières gouaches vers l'âge de 15 ans. À 18 ans, il fait ses études artistiques à l'Académie royale des Beaux-Arts de Mons avec Gustave Camus comme professeur. À partir de 1965, il enseigne le dessin à l'École supérieure des Arts plastiques et visuels de Mons.
Il est cofondateur du groupe Maka, composé d'artistes néo-expressionnistes, qui organisa de vastes manifestations artistiques internationales dans les années 1970 et sera prolongé par les activités des groupes Art Cru et Polyptyque dans les années 1980. Cette tendance longtemps tenue à l'écart des arts institutionnels se diffusera comme une nouvelle avant-garde en France, en Allemagne et en Italie, à partir de 1980 (Garouste, Combas, Kiefer, Baselitz, Chia, Clemente, Cucci…).
Michel Jamsin pratique surtout la peinture. Mais il s'exprime aussi dans la sculpture et l'écriture  et théâtrale. En 1970, il obtient le prix Dasselborne et le prix du Hainaut en 1971.
Il scénarise un album de bande dessinée Histoires alarmantes d'Antonio Cossu dans la collection « Cossu » aux éditions Dupuis en 1987. En février 1990, il publie trois nouvelles dans le fanzine Magie rouge no 26/27.  
En 1991, il monte un spectacle-exposition expérimental, Curry, à la Maison de la Culture de Mons. En 1992, il installe une grande rétro(per)spective dans tout le Musée des beaux-arts de Mons. En 1999, il conçoit un monument d'acier inoxydable pour la commune de Brugelette, où il réside. En 2004, il crée Contre-Jour, un spectacle d'ombres et d'objets, expérience théâtrale de plasticien. En 2007, une envolée de grands oiseaux en céramique et acier inoxydable est installée réalisée avec le céramiste Francis Behets sur la façade du nouvel immeuble construit à l'hôpital Ambroise Paré de Mons. En 2009, il expose ses sculptures — qu’on dirait faites de morceaux de sucre géants — à la sucrerie à Brugelette. En 2010, il écrit Des rêves couvent au couvent illustré par le photographe allemand Thomas Brenner publié aux éditions Koma. En 2007, il transforme l'ancienne chapelle des Carmes de Brugelette — qu'il a acheté et où il réside — en lieu d'exposition et il la fait rénover en 2015 pour en faire un centre artistique et culturel. En 2015, il fait également partie de l'Envolée des Arts, un groupe qui programme des activités artistiques dans l'entité de Brugelette. En 2010, il est le librettiste de La (Toute) Petite Tétralogie, un opéra de poche

## Style
Isabelle Françaix reprend un passage de son curriculum vitæ dans un entretien publié sur le site Musiques Nouvelles :

« Expressionniste, Michel Jamsin interprète les formes et les couleurs au gré d’un arbitraire émotionnel subjectif. Explorateur, il pousse ses investigations de plasticien dans différentes voies. Après avoir longtemps travaillé une technique originale, l’émail cellulosique, en couleur haute variée et dense, il travaille une épaisse pâte acrylique dans une dominante de noir ponctuée de couleurs. Il considère que la peinture est avant tout une question de sensualité de la matière et de la couleur, sensualité autant tactile que visuelle. »

Selon Serge Goyens de Heusch dans son ouvrage XXe siècle - L'Art en Wallonie :

« Que ce soit par la sculpture ou la peinture, Michel Jamsin met en scène le théâtre de la vie quotidienne, tout en mêlant intimement réalité et imaginaire ; il crée ainsi de constantes interrogations plastiques et humaines de type post-surréaliste et ce, au travers d'un Art Cru fort éloigné de tout conformisme social ou esthétique. »

## Œuvres

### Publications
comme scénariste de bande dessinée
- No man's land, Michel Jamsin, Louis Savary, Jean-Claude Derudder, et Antonio Cossu (ill.), Paris, Les Humanoïdes Associés, coll. « Pied Jaloux », 1984  (ISBN 2-7316-0289-9).
- Histoires alarmantes[17],[18], Dupuis, coll. « Cossu », Marcinelle, 1987
Scénario : Michel Jamsin - Dessin : Antonio Cossu - Couleurs : Antonio Cossu, Janet Gale et Vittorio Leonardo -  (ISBN 2-8001-1516-5)

comme illustrateur
- La Queue qui remue le chien, Michel Jamsin (ill.) dans Mu Blondeau (éd.), Le Numéro 1. La queue qui remue le chien, collectif, Cambron-Saint-Vincent, La Queue Qui Remue Le Chien, coll. « Doggy Bag », 2004[19].
- La Prénommée, Michel Jamsin et Mu Blondeau (ill.), La Louvière, R.A. Éditions, coll. « X2 », 2004[20].
- Frères Humains. Peintures de 1965 à 2016, Xavier Roland, Joan Marti, Laurent Courtens, Michel De Reymaeker, Roland De Bodt (text.) et Michel Jamsin (text. et ill.), Mons,  Anciens Abattoirs, 2016[21].
- Dessins du Confin-Âge, Michel Jamsin (text. et ill.), Strépy-Bracquegnies, Le Livre en papier, 2020[22].
- Protection rapprochée. Nouvelles, Lorenzo Cecchi et Michel Jamsin (ill.), Amougies, Cactus inébranlable, 2020  (ISBN 978-2-39049-007-4)

### Expositions
- Frères humains, Anciens Abattoirs, Mons, du 4 juin au 28 août 2016[9].

### Collections publiques
2 œuvres de cet artiste sont conservées au Centre belge de la bande dessinée et font partie du patrimoine mobilier de la région Bruxelles-Capitale.

#### Livres
: document utilisé comme source pour la rédaction de cet article.
- Serge Goyens de Heusch (dir.), XXe siècle : L'Art en Wallonie, Tournai, La Renaissance du livre, 18 octobre 2001, 463 p., ill. ; 31,9 cm (ISBN 9782871932840 et 2871932840, OCLC 886323918, présentation en ligne). .
- Philippe Mellot, Michel Denni, Laurent Turpin et Isabelle Morzadec, Trésors de la bande dessinée : BDM 2023-2024 - Catalogue encyclopédique et Argus, Paris, Les Arènes, novembre 2022, 2e éd., 1677 p., ill. ; 23 cm (ISBN 9791037507280, OCLC 1351462460, présentation en ligne), p. 598. .

#### Articles
- Michel Jamsin (interviewé par Isabelle Françaix), « Michel Jamsin : un ironique enthousiaste - Entretien », Musiques Nouvelles,‎ s.d. (lire en ligne, consulté le 3 février 2023).